# Peer Moberg
Pour les articles homonymes, voir Moberg.
Peer Moberg, né le 14 février 1971 à Oslo, est un sportif norvégien qui a pratiqué la voile au niveau international.

## Résultats
Aux Jeux olympiques d'été de 1996 disputés à Atlanta, il obtient la médaille de bronze en classe Laser.
Aux Jeux olympiques de 2008, il a concouru en Finn.